# 法蘭契斯卡·加布里妮
法蘭契斯卡·加布里妮（Francesca Saverio Cabrini，1850年7月15日—1917年12月22日），義大利裔美國人，第一位經羅馬天主教會封聖的美國人。